# Cratichneumon promptus
Cratichneumon promptus är en stekelart som först beskrevs av Cresson 1877.  Cratichneumon promptus ingår i släktet Cratichneumon och familjen brokparasitsteklar. Inga underarter finns listade i Catalogue of Life.